# Palmhase
Der Palmhase ist im deutschen Brauchtum eine Figur, die den Kindern an Palmsonntag oder auch am „Palmdonnerstag“ (eine selten benutzte Bezeichnung für den Gründonnerstag) ein einziges, hartgekochtes, in Zwiebelschalen gefärbtes Hühnerei brachte. Im Gegensatz zum Osterhasen wird dieser Brauch nur noch selten gepflegt und ist vielerorts in Vergessenheit geraten. Statt Palmhase wird auch der Palmesel als Überbringer genannt.
Der Brauch des Palmhasen wird hauptsächlich noch in den Regionen Odenwald, Hessisches Ried und Rheinhessen sowie in der Region Fulda, gepflegt. Auch im Saarland ist der Palmhase noch vielerorts bekannt und bringt meist kleine Geschenke in Form von Süßigkeiten.